# Július Chlpík
Július Chlpík (* 7. dubna 1968) je bývalý československý fotbalista, záložník.

## Fotbalová kariéra
V československé lize hrál za Bohemians Praha a RH Cheb. V československé lize nastoupil v 79 utkáních a dal 6 gólů.

## Ligová bilance
| Ročník                                   | Zápasy | Góly | Klub            |
| ---------------------------------------- | ------ | ---- | --------------- |
| 1. československá fotbalová liga 1985/86 | 4      | 0    | Bohemians Praha |
| 1. československá fotbalová liga 1986/87 | 1      | 0    | Bohemians Praha |
| 1. československá fotbalová liga 1987/88 | 20     | 1    | RH Cheb         |
| 1. československá fotbalová liga 1988/89 | 23     | 5    | RH Cheb         |
| 1. československá fotbalová liga 1989/90 | 10     | 0    | Bohemians Praha |
| 1. československá fotbalová liga 1990/91 | 1      | 0    | Bohemians Praha |
| 1. československá fotbalová liga 1991/92 | 20     | 0    | Bohemians Praha |
| CELKEM                                   | 79     | 6    |                 |